# Список объектов всемирного наследия ЮНЕСКО в Малайзии
В списке Всемирное наследие ЮНЕСКО в Малайзии значится 5 наименований (на 2024 год), это составляет 0,4 % от общего числа (1248 на 2025 год). 2 объекта включены по природным критериям, и 3 — по культурным критериям. Кроме этого, по состоянию на 2021 год, 6 объектов на территории Малайзии находятся в числе кандидатов на включение в список всемирного наследия. Малайзия ратифицировала Конвенцию об охране всемирного культурного и природного наследия 7 декабря 1988 года. Первые два объекта, находящиеся на территории Малайзии были занесены в список в 2000 году.

## Списки
В таблице объекты расположены в порядке их добавления в список.
| # | Изображение | Название                                                               | Местоположение                      | Время создания | Год внесения в список | №    | Критерии         |
| - | ----------- | ---------------------------------------------------------------------- | ----------------------------------- | -------------- | --------------------- | ---- | ---------------- |
| 1 |             | Национальный парк Гунунг-Мулу                                          | Регион: штат Саравак, остров Борнео | —              | 2000                  | 1013 | vii, viii, ix, x |
| 2 |             | Национальный парк Кинабалу                                             | Регион: штат Саравак, остров Борнео | —              | 2000                  | 1012 | ix, x            |
| 3 |             | Города Мелака и Джорджтаун                                             | Регионы: берега Малаккского пролива | —              | 2011                  | 1223 | ii, iii, iv      |
| 4 |             | Археологическое наследие долины Ленггонг                               | Регион: Перак                       | —              | 2012                  | 1396 | iii, iv          |
| 5 |             | Археологическое наследие пещерных комплексов в национальном парке Ниах | Штат: Саравак                       | —              | 2024                  | 1014 | iii, v           |

## Предварительный список
В таблице объекты расположены в порядке их добавления в список.
| # | Изображение | Название                                                     | Местоположение                    | Время создания | Год внесения в список | №    | Критерии      |
| - | ----------- | ------------------------------------------------------------ | --------------------------------- | -------------- | --------------------- | ---- | ------------- |
| 1 |             | Национальный парк Таман Негара                               | Штаты: Паханг, Келантан, Тренгану | —              | 2014                  | 5927 | ix, x         |
| 2 |             | Селангорский парк Исследовательского института леса Малайзии | Штат: Селангор                    | XX век         | 2017                  | 6174 | v             |
| 3 |             | Кварцевый гребень Гомбак Селангор                            | Штат: Селангор                    | —              | 2017                  | 6175 | vii           |
| 4 |             | Королевский парк Белум                                       | Штат: Перак                       | —              | 2017                  | 6176 | x             |
| 5 |             | Лепрозорий Сунгай-Булох                                      | Штат: Селангор                    | XX век         | 2019                  | 6388 | ii, iv, v, vi |